# Jenni Baird
Jenni Baird es una actriz australiana, conocida principalmente por haber interpretado a Paula Morgan en la serie All Saints.

## Biografía
En 1999 se graduó del Western Australian Academy of Performing Arts (WAAPA).
En 2008 se casó con su novio, el guionista australiano Michael Petroni. La pareja le dio la bienvenida a su primera hija Rosie Petroni en 2008 y a su hijo en 2012.

## Carrera
En 2001 se unió al elenco recurrente de la popular serie australiana All Saints donde interpretó a la enfermera Paula Morgan hasta 2004, hasta que su personaje decidiera irse a trabajar y a vivir a New York junto con el doctor Luciano "Luke" Forlano (Martin Lynes).
En 2007 se unió al elenco principal de la cuarta temporada de la serie norteamericana The 4400 donde interpretó a Meghan Doyle, la nueva directora de NTAC cuyo poder es la transmutación.
En 2013 se unió al elenco recurrente de la serie australiana A Place to Call Home donde interpreta a la prejuiciosa y maliciosa Regina Standish, hasta la quinta temporada en 2017, cuando su personaje decide suicidarse tomándose una sobredosis de morfina.

## Filmografía

### Series de televisión
| Año         | Título               | Personaje       | Notas                     |
| ----------- | -------------------- | --------------- | ------------------------- |
| 2013 - 2017 | A Place to Call Home | Regina Standish | 46 episodios              |
| 2012        | GCB                  | Mikki           | episodio "Pilot"          |
| 2007        | The 4400             | Meghan Doyle    | 13 episodios              |
| 2005        | Justice              | Linda Wallis    | episodio "Wrongful Death" |
| 2001 - 2004 | All Saints           | Paula Morgan    | 37 episodios              |
| 2001        | Crash Palace         | Chris Sandford  | -                         |
| 2001        | Water Rats           | Jedda Simpson   | episodio "Bitter Legacy"  |

### Películas
| Año  | Título           | Personaje                | Notas                                                                   |
| ---- | ---------------- | ------------------------ | ----------------------------------------------------------------------- |
| 2009 | Alien Trespass   | Tammy                    | junto a Eric McCormack, Dan Lauria y Robert Patrick                     |
| 2007 | Love Is Love     | Sabrina                  | corto - junto a Michael Dean Connolly, Jane Lynch y Dan Billet          |
| 2005 | Amorality Tale   | Roz                      | corto - junto a Amanda Bishop, Russell Dykstra y Paul Gleeson           |
| 2005 | Conviction       | -                        | junto a Joshua DesRoches, Mark Famiglietti, Sally Field y Amanda Fuller |
| 2005 | Global Frequency | Dra. Katrina "Kate" Finc | junto a Michelle Forbes, Aimee Garcia y Josh Hopkins                    |
| 2000 | Metropolis       | Charlotte                | junto a Keith Carradine, Michael Ealy, Greg Fitzpatrick y Adam Kaufman  |
| 1999 | I Promise        | -                        | corto - junto a Adrian Mulraney                                         |

### Teatro
| Año  | Obra                | Personaje | Director (a)    | Teatro               | Notas                                                                     |
| ---- | ------------------- | --------- | --------------- | -------------------- | ------------------------------------------------------------------------- |
| 2005 | The Memory of Water | -         | Kim Hardwick    | Darlinghurst Theatre | junto a Andrew Crowley, Catherine Moore, Cameron Stewart y Wendy Strehlow |
| 2002 | Etta Jenks          | -         | Kim Hardwick    | Darlinghurst Theatre | junto a Alex Jones, Tony Poli y Joanne Priest                             |
| 1995 | White Lies          | -         | Leslie Hardwick | -                    | junto a Michael Clayton y Michelle Wilde                                  |

## Premios y nominaciones
| Año  | Categoría                           | Premio             | Serie                | Resultado |
| ---- | ----------------------------------- | ------------------ | -------------------- | --------- |
| 2016 | Most Outstanding Supporting Actress | Silver Logie Award | A Place to Call Home | Nominada  |